# Moviemento (Linz)

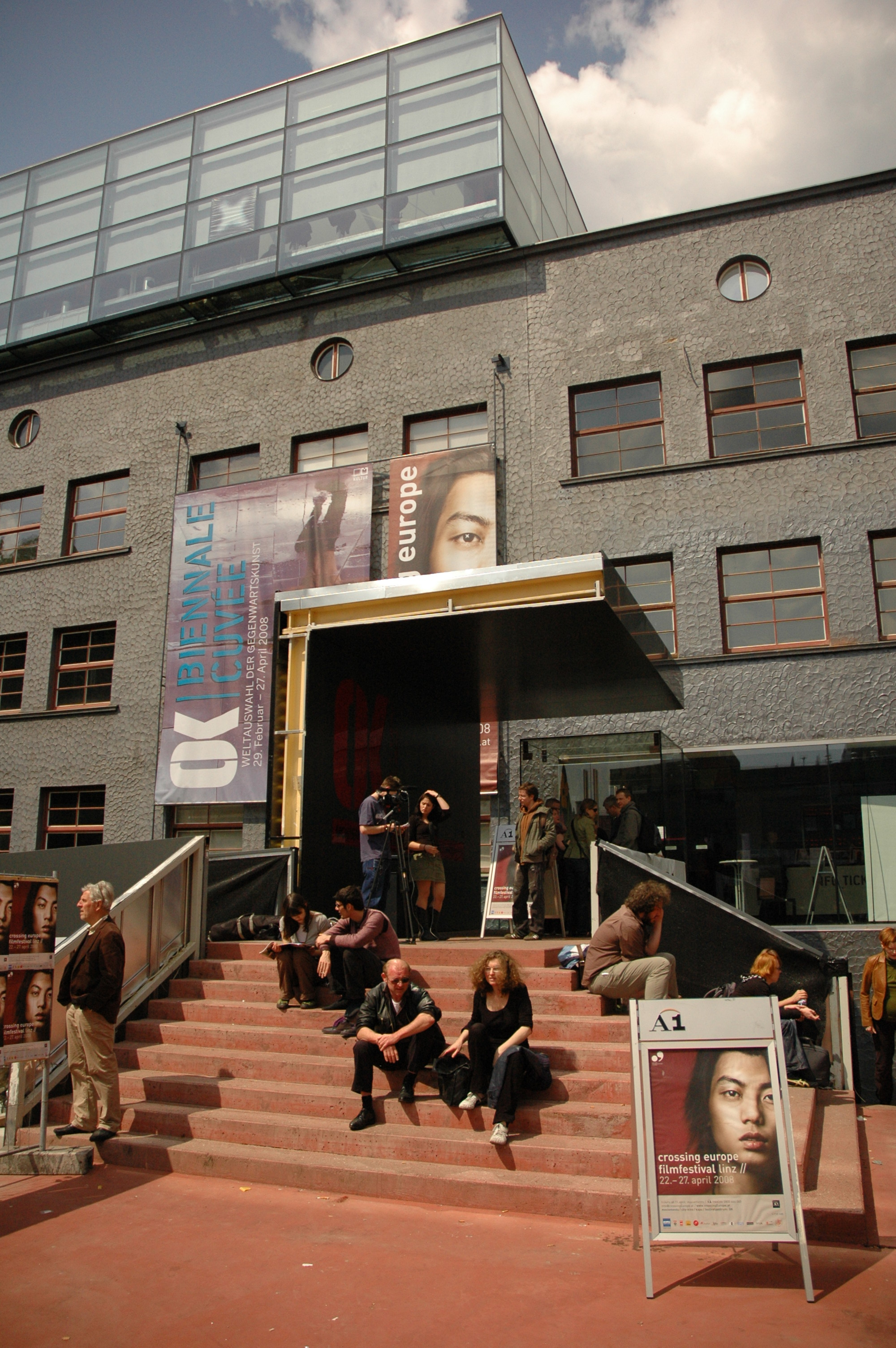
Eingang zum Moviemento

Das Moviemento ist ein Programmkino, das sich im Offenen Kulturhaus in der oberösterreichischen Landeshauptstadt Linz befindet.
Das Kino wurde im Jahr 1990 eröffnet. Gemeinsam mit dem City-Kino ist es das letzte Uraufführungskino im Zentrum von Linz. Beide Kinos werden vom Verein zur Förderung kommunikativer Kinokultur betrieben. Es werden überwiegend Filme in Originalfassung mit Untertiteln gezeigt. Bis Oktober 2011 wurden ausschließlich Filmrollen eingelegt. Im Zuge der Digitalisierungswelle wurde auf digitale Projektionssysteme aufgerüstet.

## Geschichte
Hinter dem Kino steht der „Verein zur Förderung kommunikativer Kinokultur“ mit Obmann Wilhelm Schwind und weitere Personen, die in den 1980er Jahren angeregt durch ein Programmkino in Freistadt ein ähnliches Projekt in Linz umsetzen.
Als Standort dient seit 1990 das Offene Kulturhaus Oberösterreich. Die Anschubfinanzierung betrug 500.000 Schilling (rund 36.000 Euro), die Finanzierung erfolgte über private Kredite.

## Verein zur Förderung kommunikativer Kinokultur
Vereinsgründer sind Wilhelm Schwind (Obmann), Sigrid Mairinger (Zeitungsreferentin über 12 Jahre ehrenamtlich Layout der Kinozeitung), Markus Vorauer, Wolfgang Steininger (ehem. Geschäftsführer des Moviemento und City Kino) und weitere Personen. Das Vereinsziel ist, mit dem Moviemento einen Ort für die Kommunikation mit und über Filme anzubieten. Neben dem Kino gibt es ein Restaurant Gelbes Krokodil und eine Bar Solaris.
Der Verein betreibt seit dem Jahr 2000 zusätzlich das City-Kino.

## Finanzen und Förderungen
Im Eröffnungsjahr 1990 verzeichnete das Moviemento 35.000 Kinobesucher, im Jahr 2000 waren es 55.000 Besucher, wobei die Zahlen jährlich gesteigert wurden. Die bisher größte Besucherzahl gab es im Jahr 2016 mit circa 155.000 Gästen.

## Ausstattung

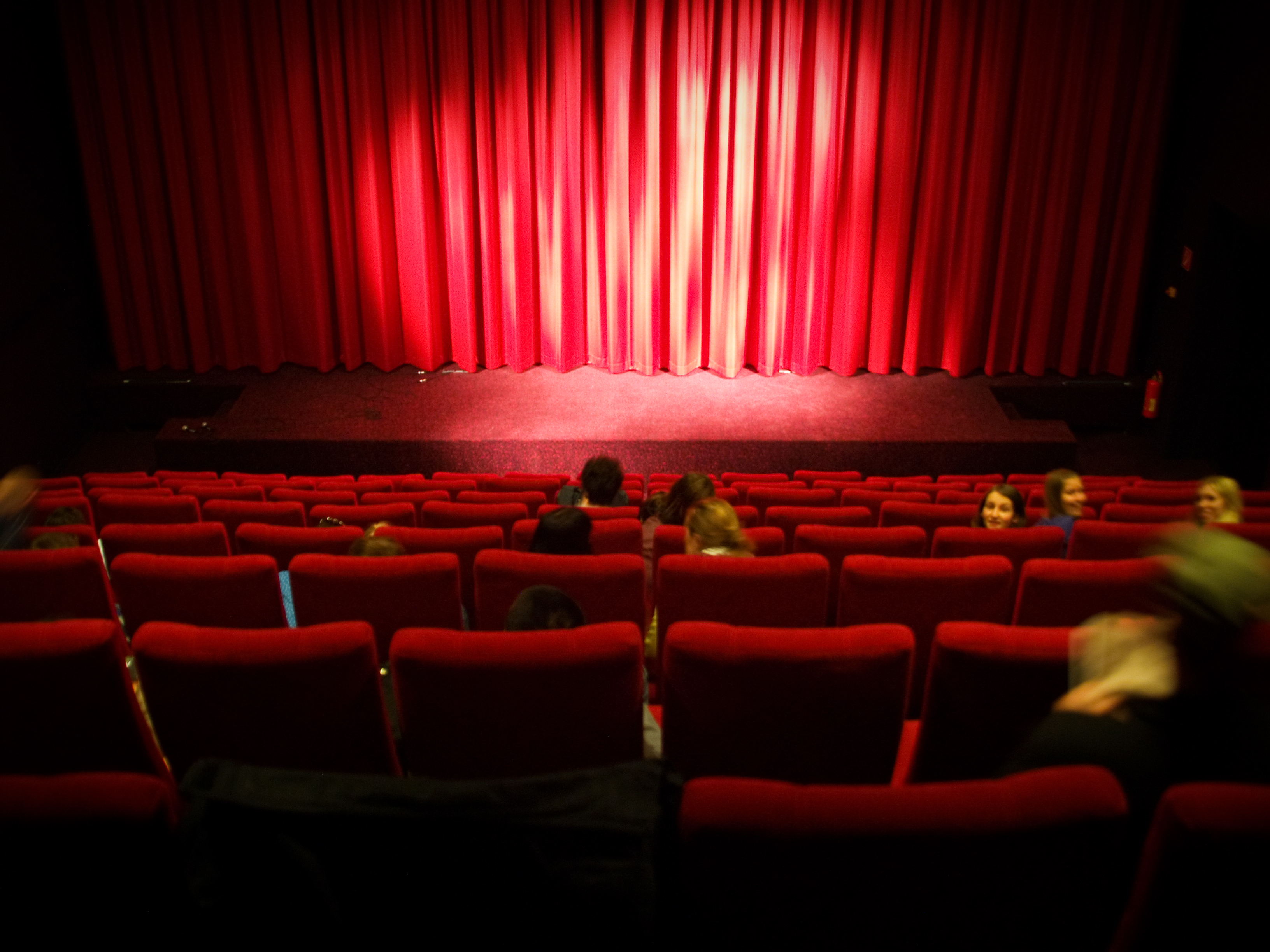
Moviemento Saal 1

Das Moviemento verfügt mittlerweile über drei Kinosäle. Der neueste Kinosaal, der im Herbst 2007 angebaut wurde, beinhaltet 129 Kino-Fauteuils und zwei Plätze für Rollstühle. Der Saal 2 verfügt über 83 Sitzplätze. Der kleinste Saal, Saal 3, beinhaltet 44 Sitzplätze.
Bis Oktober 2011 wurden 35-mm-Automatik-Projektion sowie ein Digital-Tonsystem zur Ausstrahlung eingesetzt. Ende Oktober 2011 wurden in allen drei Sälen digitale Projektionssysteme eingebaut. Seitdem erfolgen die Filmvorstellungen weitgehend digital.

### Mediathek

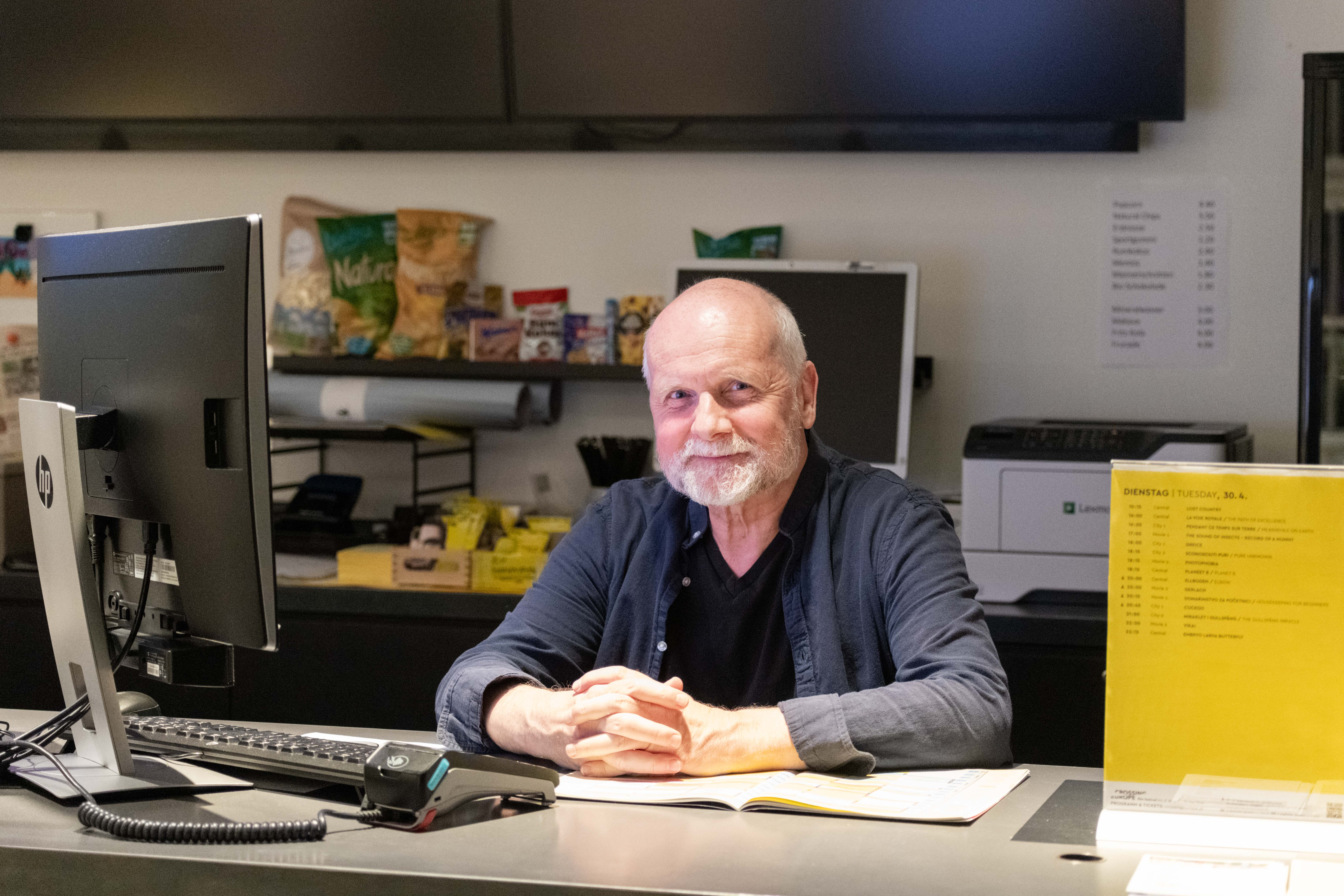
Manfred Müller (2024)

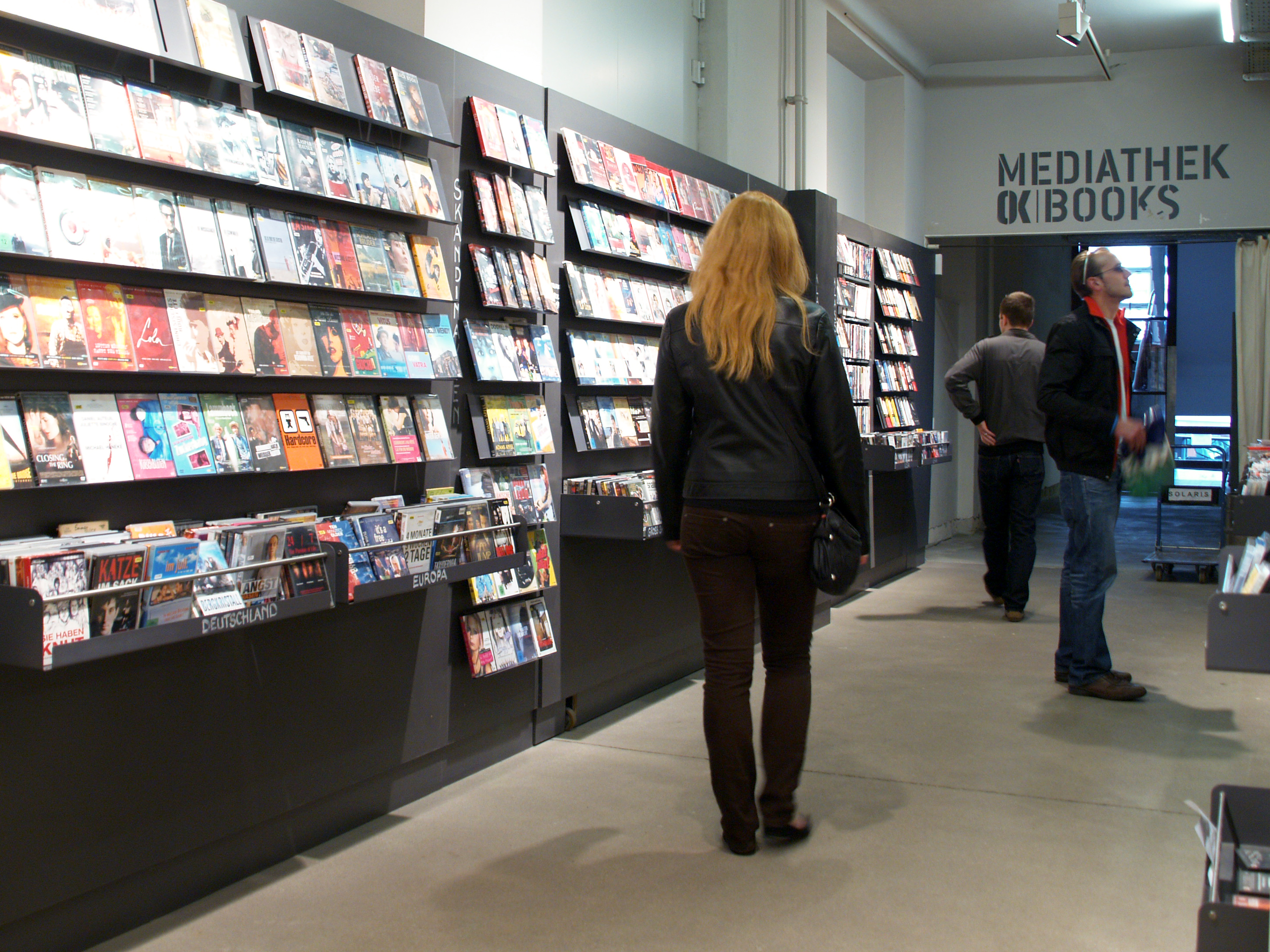
Mediathek

Im Kassenbereich und Foyer befindet sich ein DVD- und Blu-ray-Verleih mit dem Namen Moviemento Mediathek. Hier können ältere Klassiker und aktuelle Kinofilme ausgeliehen werden. Organisiert von Manfred Peter Müller wird die Auswahl der Mediathek kontinuierlich aufgestockt. Mittlerweile finden sich hier bereits über 4000 DVDs.

### Gastronomie
Gemeinsam mit dem Kino werden im Offenen Kulturhaus das Restaurant Gelbes Krokodil und die Bar Solaris betrieben. Das Gelbe Krokodil ist direkt an das Moviemento angeschlossen und bietet hauptsächlich regionale und vegetarische Gerichte. Die Bar Solaris fungiert als Szene-Treffpunkt und am Wochenende auch als Bar/Club.

## Programm und Besonderheiten
Gezeigt werden vorwiegend aktuelle Filme sowie Filmklassiker, Dokumentationen, Kinderfilme und thematische Schwerpunkte. Premieren finden ebenso sehr oft im Moviemento statt. Dabei sind meist die jeweiligen Regisseure und einige Schauspieler zu Gast. Nach den Premierenvorstellungen gibt es Diskussionsrunden, bei denen die Besucher noch direkt in Kontakt mit den Filmemachern treten können.
90 % der Filme werden in Originalfassung vorgeführt. Die meisten davon sind mit Untertiteln versehen. Die Verantwortlichen sehen die Originalsprache als unverzichtbar für eine authentische Filmvorführung an. Der Anteil der österreichischen Filme liegt bei circa einem Drittel. Weiters wird viel Wert auf die Projektionsformate gelegt. Korrekte Ton- und Bildformate sind im Moviemento die Regel. Filme sollen so gezeigt werden, wie sie von den Filmemachern vorgesehen sind.
In den letzten Jahren wurden immer wieder Veranstaltungskonzepte entworfen, die über einfache Filmvorführungen hinausgehen. Durch entsprechende Themenschwerpunkte werden Verbindungen zwischen Filmen und verschiedensten Bereichen der Kultur und des Lebens hergestellt. Es werden immer wieder soziale und entwicklungspolitische Themen aufgegriffen, um – in Kombination mit Filmveranstaltungen und Diskussionen – einen neuen interessanten Zugang zu gesellschaftlichen Problemstellungen zu ermöglichen.
Es findet eine enge Zusammenarbeit mit der Kunstuniversität Linz statt. Bereits seit 2003 gibt es jährlich im Herbst die Veranstaltung BEST OFF. An diesem Tag werden ausgewählte Filme der Linzer Kunststudenten präsentiert.
Neben Filmvorführungen werden die Räumlichkeiten des Moviementos oft auch unter dem Jahr für Präsentationen von Studierenden der Kunstuniversität Linz verwendet.
In den Sommermonaten wird der OK-Platz vor dem Moviemento für Filmvorführungen genutzt. Weiters ist das Programmkino Moviemento neben anderen ein Veranstaltungsort des Nextcomic Festivals (Linz), welches seit 2009 jährlich stattfindet.

### Crossing Europe
Hauptartikel: Crossing Europe
Seit 2004 findet das Filmfestival Crossing Europe, geleitet von Sabine Gebetsroither & Katharina Riedler, jährlich im April im Moviemento statt. Dies ist ein Filmfestival, auf welchem zeitgenössische europäische Filme präsentiert werden. Gegründet und konzipiert wurde das Festival von Christine Dollhofer.

### Entwicklungspolitische Filmtage
Seit 2004 finden im Moviemento die entwicklungspolitischen Filmtage, veranstaltet vom Interdisziplinären Forschungsinstitut für Entwicklungszusammenarbeit der Universität Linz, statt. Dieses mehrere Tage dauernde Programm hat sich als ein kleines, alternatives Filmfestival etabliert. Im Moviemento werden spezielle, themenbezogene Filme gezeigt, welche die Besucher zum Nachdenken anregen sollen. Im angrenzenden Restaurant Gelbes Krokodil werden dazu passende länderspezifische Speisen aus dem Schwerpunktland angeboten. Vorträge und Diskussionen runden das Angebot ab. Nach den Schwerpunktthemen wie Sudan, Laos und Vietnam und Bhutan wurden im November 2011 die 8. entwicklungspolitischen Filmtage dem Thema Äthiopien – Hunger im Überfluss gewidmet.

### Wanderkino in Oberösterreich
Das Moviemento betreibt ein Wanderkino in Öberösterreich, in intensiver Zusammenarbeit lokalen Organisationen, damit Kinokultur in möglichst vielen Gemeinden stattfindet. Organisiert und umfangreich betreut wird es von Peter Müller.

### Internationales Kinderfilmfestival
Zwischen 2005 und 2017 fand jährlich im November das Internationale Kinderfilmfestival statt. Bis einschließlich 2016 wurde das Festival von den Kinderfreunden OÖ in Kooperation mit dem Moviemento veranstaltet. Im Jahr 2017 hat das Kino die alleinige Organisation der Veranstaltung übernommen. Es werden Kinder- und Jugendfilme aus aller Welt gezeigt. Einführungen in die Filme und pädagogische Grundlagenblätter sollen den Kindern ein besseres Verständnis für die Filme ermöglichen. Der Großteil der Filme wird in Originalfassung gezeigt, um den jungen Besuchern andere Kulturen und Sprachen näher zu bringen. Die Filme werden live von einem Schauspieler synchronisiert, sodass sie von den Kindern ebenfalls verstanden werden.

## Auszeichnungen
2016 wurden das Linzer Moviemento und das CityKino als „Bestes Kino Europas“ ausgezeichnet.